# حوزه انتخابیه هفتم ماساچوست
حوزه انتخابیه هفتم ماساچوست یک حوزه انتخابیه مجلس نمایندگان آمریکا است که در ایالت ماساچوست قرار دارد.